# Saint-Amant-de-Bonnieure
Saint-Amant-de-Bonnieure è un comune francese di 350 abitanti situato nel dipartimento della Charente, nella regione della Nuova Aquitania.

## Società

### Evoluzione demografica
Abitanti censiti